# Plaosan (Cluwak)
Plaosan is een bestuurslaag in het regentschap Pati van de provincie Midden-Java, Indonesië. Plaosan telt 2495 inwoners (volkstelling 2010).